# Chaetostomella similis
Chaetostomella similis es una especie de insecto del género Chaetostomella de la familia Tephritidae del orden Diptera.

## Historia
Chen la describió científicamente por primera vez en el año 1938.